# Lagarde-Paréol
Lagarde-Paréol település Franciaországban, Vaucluse megyében. Lakosainak száma 321 fő (2022. január 1.). Lagarde-Paréol Rochegude, Sainte-Cécile-les-Vignes, Sérignan-du-Comtat és Uchaux községekkel határos.

## Népesség
A település népességének változása:
| Lakosok száma | 311  | 312  | 330  | 330  | 328  | 327  | 325  | 322  | 321  |
|               | 2013 | 2015 | 2016 | 2017 | 2018 | 2019 | 2020 | 2021 | 2022 |